# Al-Duhail SC
Al-Duhail SC is een Qatarese omnisportclub uit Doha. De club is het meest bekend van zijn voetbaltak die uitkomt in de Qatari League. 
De club werd in 1938 opgericht als Al-Shorta Doha. Het is oorspronkelijk de club van de Qatarese politie. In januari 2010 werd de clubnaam veranderd in Lekhwiya Sports Club. De club, die ondersteund wordt door het ministerie van binnenlandse zaken, was sindsdien dominant in de Qatari League en won onder die naam vijf landstitels. De titel in 2014 werd behaald met de Belg Erik Gerets als hoofdtrainer. In april 2017 werd een fusie aangekondigd voorafgaand aan het seizoen 2017/18 met El Jaish SC tot Al-Duhail SC.

## Sponsors
| Periode   | Kledingsponsor | Shirtsponsor |
| --------- | -------------- | ------------ |
| 2009-2011 | BURRDA         | —            |
| 2011-2019 | BURRDA         | Masraf Rayan |
| 2019-     | Puma           | Masraf Rayan |

## Erelijst
- Qatari League

2011, 2012, 2014, 2015, 2017, 2018, 2020, 2023
- Quatargas League / Tweede divisie

2010
- Crown Prince Cup

2013, 2015
- Sheikh Jassem Cup:

2015, 2016
- Qatar Emir Cup:

2016

## Bekende (ex-)spelers
- Hakim Ziyech
- Philippe Coutinho
- Issiar Dia
- Anouar Diba
- Aruna Dindane
- Bakari Koné
- Abdeslam Ouaddou
- Moumouni Dagano
- Edmilson jr.
- Medhi Benatia
- Mario Mandžukić
- Toby Alderweireld

Al-Ahli · Al-Arabi · Al-Duhail · Al-Gharafa · Al Kharaitiyat · Al-Khor · Al-Rayyan · Al-Sadd · Al-Sailiya · Al-Shahania · Qatar SC · Umm Salal